# Controle populacional
| 7-8 crianças 6-7 crianças 5-6 crianças 4-5 crianças | 3-4 crianças 2-3 crianças 1-2 crianças 0-1 criança |

Mapa mostrando os países por taxa de fertilidade em 2013. (Veja Lista de Estados soberanos e territórios dependentes por taxa de fecundidade.)
7-8 crianças
6-7 crianças
5-6 crianças
4-5 crianças
3-4 crianças
2-3 crianças
1-2 crianças
0-1 criança

Controle populacional é a prática de alterar artificialmente a taxa de crescimento de uma população humana. Historicamente, o controle da população humana tem sido implementado, limitando a taxa de natalidade da população, geralmente por ordem do governo, e foi realizado como resposta a fatores como 1) níveis elevados ou crescentes de pobreza, 2) preocupações ambientais, 3) motivos religiosos e 4) superpopulação. Enquanto o controle da população pode envolver medidas que melhorem a vida das pessoas, dando-lhes um maior controle de sua reprodução, alguns programas as expõem à exploração.

## Métodos
Diversos métodos para controlar o crescimento populacional são possíveis. O(s) método(s) escolhido(s) pode(m) ser fortemente influenciado pelas crenças religiosas e culturais dos membros da comunidade. A falha de outros métodos de controle da população pode levar ao uso do aborto ou o infanticídio como soluções. Enquanto uma prática de controle específico  pode ser legal / obrigatória em um país, pode ser ilegal ou restrito em outro, um indicativo da controvérsia em torno deste tema.
O controle populacional pode se tornar efetivo através de diversas práticas, com ou sem o consentimento das pessoas envolvidas:
1. Controle da população de um país específico sem impacto na população mundial: incentivo à emigração e/ou limitação à imigração
2. Controle da população de um país específico, com impacto na população mundial:

- métodos anticoncepcionais: camisinha, pílula anticoncepcional, DIU, etc
- abstinência sexual
- reduzir a mortalidade infantil para que os pais não aumentarem o tamanho da família, de maneira a garantir que pelo menos alguns sobrevivem até a idade adulta.
- Aborto
- Infanticídio
- Melhorar a situação e independência das mulheres, de maneira a garantir que tenham a liberdade de escolher o número de filhos que desejam
- Guerra
- Esterilização
- Eutanásia

## Justificativas
O controle populacional tem sido feito em vários países, com diversas justificativas. A mais importante delas é conter o crescimento populacional.
Crescimento populacional mundial anual
| Região                  | 2000    | 2011    |
| ----------------------- | ------- | ------- |
| União Europeia          | 0,2281% | 0,2742% |
| América Latina e Caribe | 1,4635% | 1,1064% |
| América do Norte        | 1,0959% | 0,7566% |
| Sul da Ásia             | 1,7948% | 1,4407% |
| África sub-saariana     | 2,6011% | 2,5329% |
| Mundo                   | 1,3165% | 1,1511% |

## Programas de controle populacional no século XXI

### Estatais
A China mantinha a Política do filho único como forma de controlar a população, mas agora permite dois filhos.
A Índia, que mantém um programa de esterilização feminina compulsória, anunciou que vai focar em distribuição de métodos anticoncepcionais.  O estado do Rajastão mantém um objetivo de esterilizar 21 mil pessoas por ano.

### Não-estatais
Há diversas organizações não governamentais e sem fins lucrativos que atuam de algum modo no controle populacional. O Population Institute              objetiva educar governos e pessoas a respeito de temas populacionais, inclusive planejamento familiar. O poia programas de planejamento familiar, especialmente incentivando a participação dos homens no controle do número de filhos. 
Warren Buffet foi um grande doador a projetos de controle populacional, mas parou de fazê-lo.
Nos EUA, há instituições não-governamentais e sem fins lucrativos que pagam a homens e mulheres que aceitarem não ter filhos. 